# Bruno Villarreal
Bruno Pérez de Villarreal y Ruiz de Alegría, conocido como Bruno Villarreal o Bruno de Villarreal (nacido en Larrea, Barrundia, Álava, el 20 de julio de 1799 y muerto en Vitoria, Álava, el 10 de mayo de 1861), fue un oficial del ejército carlista durante la Primera Guerra Carlista. 

## Biografía
Fue hijo de Pedro Antonio Pérez de Villarreal y Sáez de Lecea y de Millana Ruiz de Alegría e Ibáñez de Axpuru, casados en Gauna el 20 de junio de 1796.
Gran favorecedor de las expediciones de sus tropas, llegó a ser comandante general de Álava y mariscal del Ejército Carlista del Norte. Durante la rebelión alavesa de 1833, organizó un batallón de voluntarios en favor del pretendiente Carlos y se sumó a la sublevación liderada por José Uranga en Salvatierra el 7 de octubre. Posteriormente, tanto el mismo Villarreal como Uranga se pusieron a las órdenes de Tomás de Zumalacárregui, periodo en el que llevaron a cabo los Fusilamientos de Heredia por orden de su superior. En 1835 pasó a tener, junto a Iturralde y Gómez, el cargo de Mariscal del Ejército Carlista del Norte, al liderar una de las tres divisiones en que se dividió el ejército.

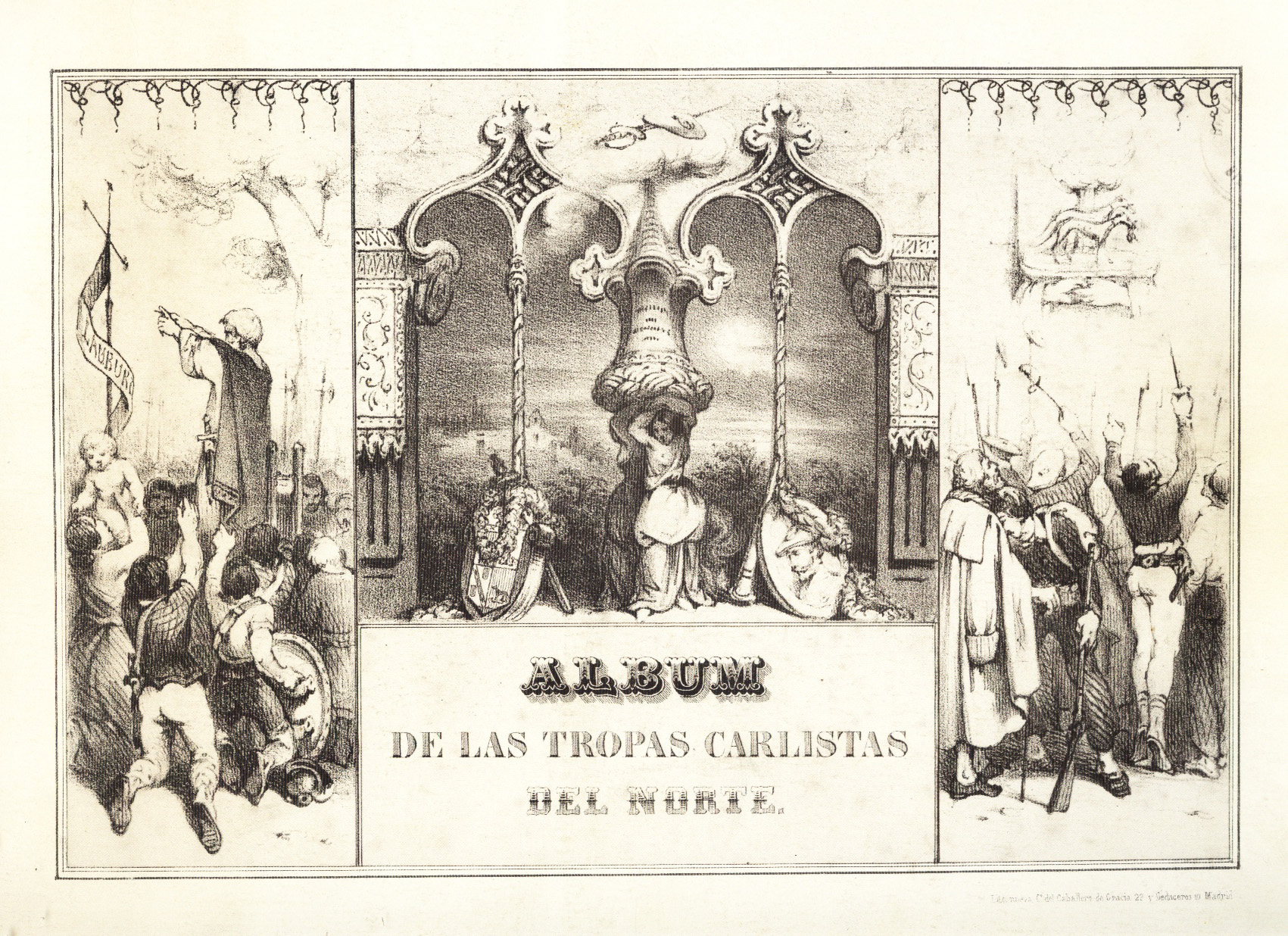
Bruno Villarreal llegó a ser Mariscal del Ejército Carlista del Norte. En la imagen, Álbum de las Tropas Carlistas del Norte.

Se destacó en los combates de los altos de Arlabán de 1836. El 13 de junio de 1836 se puso al mando de las tropas carlistas y favoreció las expediciones de sus tropas. Ese mismo año venció en Villasana. En octubre decidió atacar Bilbao, cuyo sitio comenzó el día 24 de ese mismo mes. Tras el fracaso en la operación y las críticas recibidas por la Corte de don Carlos, presentó su dimisión el 29 de diciembre de 1836, siendo sucedido en el cargo por el infante Sebastián Gabriel de Borbón y Braganza, pasando Villarreal a ser ayudante de campo de éste.
Tras concluir la Primera Guerra Carlista en el frente del norte, con el acuerdo entre liberales y carlistas que se denominó Abrazo de Vergara, Bruno Villarreal se exilió en Burdeos (Francia). Más tarde se acogió a la amnistía de 1849, juró fidelidad a la Reina Isabel II y pasó el resto de su vida en Vitoria.

## Supuesto título nobiliario

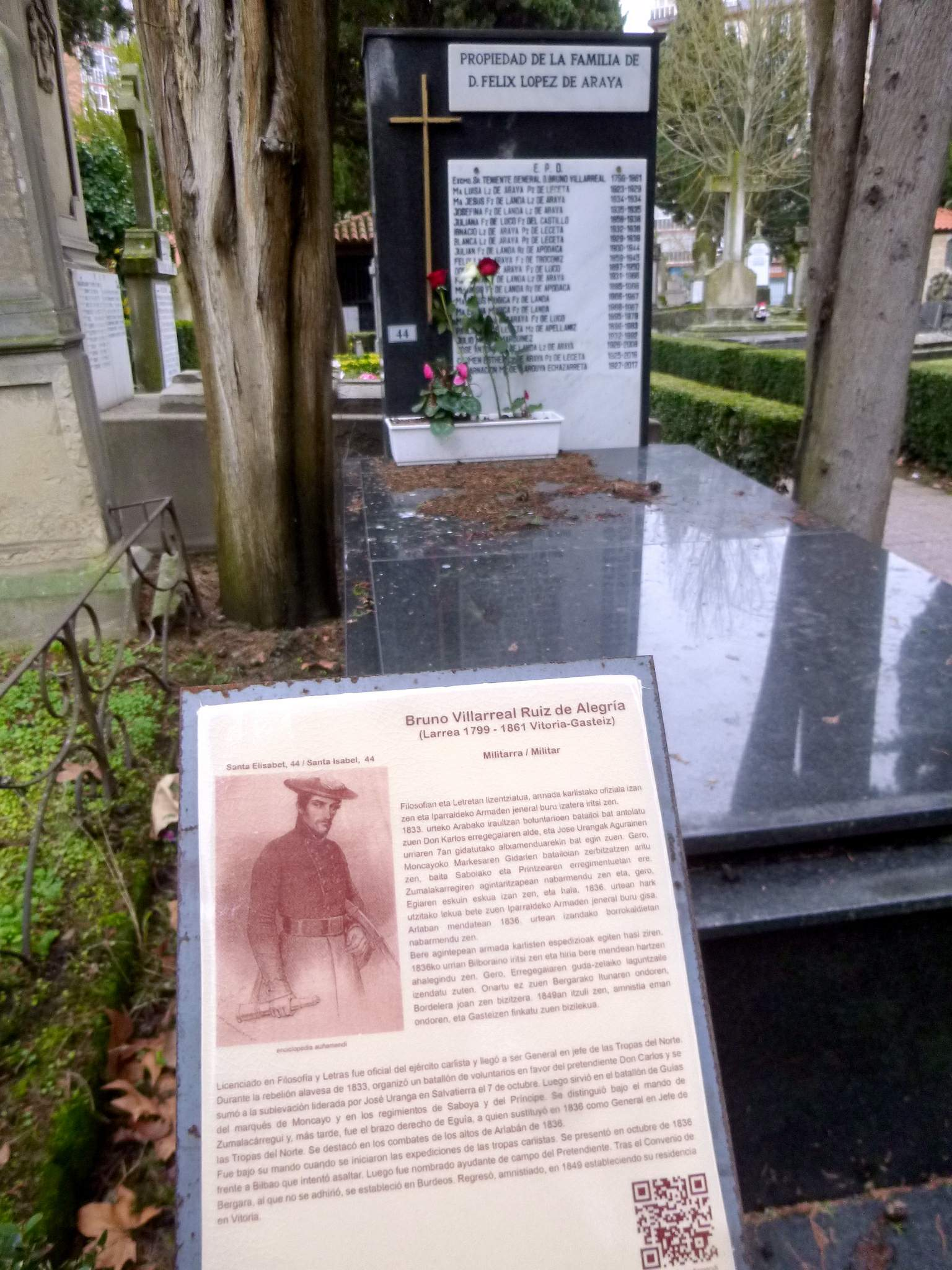
Panteón familiar del general Bruno Villarreal en el cementerio de Santa Isabel de Vitoria. Prueba fehaciente del parentesco del General con los Pérez de Villarreal y no los Martínez de Villarreal.

El 17 de marzo de 1959 José Antonio Martínez de Villarreal Fernández solicitó el reconocimiento del título carlista de Conde de Villarreal, “en cumplimiento de lo dispuesto en el artículo tercero, en relación con el segundo, ambos del Decreto de 4 de junio de 1948”, supuestamente concedido al General Bruno Villarreal. Por decreto del 4 de mayo de 1960 se reconoció “el derecho de ostentar y usar el título carlista de Conde de Villarreal, por don José Antonio Martínez de Villarreal y Fernández, sus hijos y sucesores legítimos”.
Posteriormente, el 28 de junio de 1961 se anunció en el BOE que el mismo José Antonio Martínez de Villarreal Fernández solicitaba una Grandeza de España carlista supuestamente concedida por Carlos VII el 17 de febrero de 1876 a su abuelo “Juan José Crisóstomo Martínez de Villarreal Díaz de Corcuera” –sobrino tercero de “Bruno Martínez de Villarreal”–, pretendidamente “oficial de los Reales Ejércitos de S.M.C.”. Dicha Grandeza fue reconocida al solicitante por decreto del 22 de julio de 1967.
Sin embargo, la familia Martínez de Villarreal no tiene ningún parentesco con el General Bruno Pérez de Villarreal. De hecho, los Martínez de Villarreal de Miranda de Ebro eran decididamente liberales y anticarlistas.
Tanto título como Grandeza están actualmente vacantes.